# Gachsaran (Ölfeld)
Das Ölfeld Gachsaran liegt im südwestlichen Teil des Iran, in der Nähe der Ortschaft Gachsaran in der Provinz Kohgiluyeh und Boyer Ahmad. Es wurde durch die iranische Ölgesellschaft Anglo-Persian Oil Company (APOC) im Jahr 1928 entdeckt und zählt zu den wichtigsten des Landes.
Die Ölförderung wurde 1940 aufgenommen. Die Tiefe der Bohrungen erreicht 1050 m.